# Comté d'Aiken
Le comté d'Aiken est l’un des 46 comtés de l’État de Caroline du Sud, aux États-Unis. Il a été fondé en 1871. Son siège est la ville d'Aiken. Selon le recensement de 2020, la population du comté est de 168 808 habitants.

## Géographie
Le comté a une superficie de 2 798 km², dont 2 778 km² est de terre. 

## Démographie
| 1880  | 1890   | 1900   | 1910   | 1920   | 1930   |
| ----- | ------ | ------ | ------ | ------ | ------ |
| 8 112 | 31 822 | 39 032 | 41 849 | 45 574 | 47 403 |

| 1940   | 1950   | 1960   | 1970   | 1980    | 1990    |
| ------ | ------ | ------ | ------ | ------- | ------- |
| 49 916 | 53 137 | 81 038 | 91 023 | 105 625 | 120 940 |

| 2000    | 2010    | - | - | - | - |
| ------- | ------- | - | - | - | - |
| 142 552 | 160 099 | - | - | - | - |